# Urija

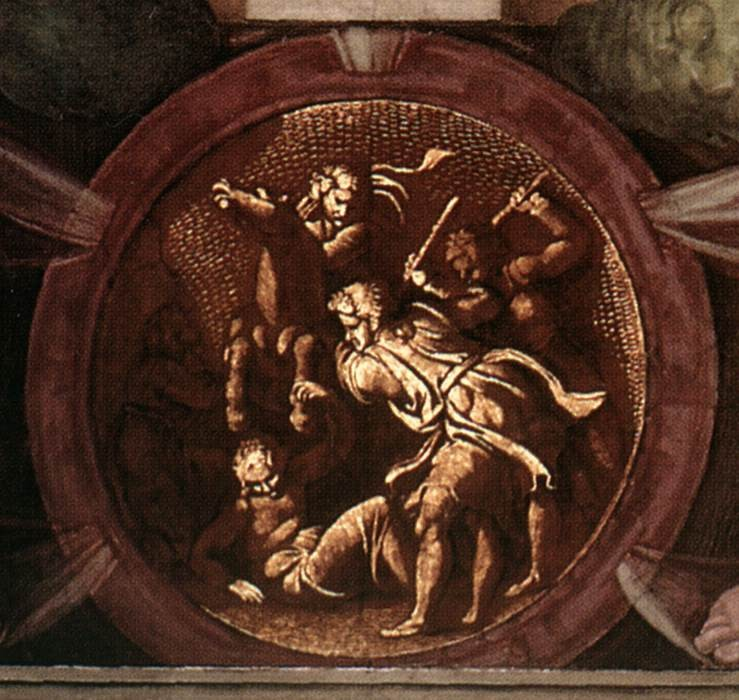
Medaillon zeigt den Tod des Urija; in der Sixtinischen Kapelle

Urija (auch: Uria) ist eine biblische Person. Seine Geschichte wird in 2 Sam 11  erzählt: Demnach war er ein Hethiter und Söldner im Heer König Davids. Dieser ließ ihn ermorden, nachdem er mit Urijas Frau Batseba geschlafen hatte, worauf diese schwanger wurde. Die Geschichte bildet den Hintergrund für die scharfe Kritik des Propheten Natan, der David seiner Tat überführt (2 Sam 12 ).
Die Mordtat setzte David besonders perfide ins Werk, indem er das spätere Opfer persönlich einen verschlossenen Brief mit dem Befehl zu seiner eigenen Tötung den Handlangern des Königs überbringen lässt; als Uriasbrief wurde damit ein Schreiben sprichwörtlich, das seinem Überbringer Unheil bringt.

## Etymologie
Der hebräische Name Urija wird im MT אוּרִיָּה ’ûrîjāh geschrieben. Daneben existiert auch die Schreibung אוּרִיָּהוּ ’ûrîjāhû in Jer 26,20 , allerdings für eine andere Person. Es handelt sich in beiden Fällen um Satznamen. Das Subjekt (das theophore Element יָה jāh oder יָהוּ jāhû) ist JHWH, das Prädikat gehört zur Wurzel אור ’wr „hell werden / leuchten“, auf die auch die Substantive אוּר ’ûr „Feuer“ und אוֹר ’ôr „Licht“ zurückgehen. Der Name bedeutet „das Licht JHWHs / (mein) Licht (ist) JHWH“.

## Biblische Darstellung
Während Urija als einer der 30 Helden an der Front für David kämpfte, sah dieser dessen Frau, begehrte sie und schlief mit ihr, so dass sie schwanger wurde. Um seine Vaterschaft zu verbergen, ließ David Urija nach Jerusalem kommen, machte ihn mit Wein betrunken und forderte ihn auf, nach Hause zu gehen, um dort mit Batseba zu schlafen. Doch Urija, ein pflichtbewusster Mann, weigerte sich, in einem Haus die Nacht zu verbringen, während sich die Bundeslade wie auch die Soldaten Israels unter freiem Himmel aufhalten mussten; so verbrachte er die Nacht im Hof seines Hauses.
Am nächsten Morgen schrieb David einen Brief an den Feldherrn der Israeliten, Joab, und gab ihn Urija mit, den er zur Front zurückschickte. In diesem Brief ordnete David an, dass Urija während der Schlacht um die Stadt Rabba in vorderster Linie eingesetzt werden sollte und die Mitkämpfer sich schlagartig zurückziehen sollten. Urija wurde, wie beabsichtigt, getötet. Batseba betrauerte den Tod ihres Ehemannes und wurde nach der Trauerzeit in das Haus Davids geholt. Die Bibel berichtet darüber im 2 Sam 11,1–26 . 
Durch den Propheten Natan allerdings wurde David damit konfrontiert, dass sein Ehebruch und der Mord an Urija Gott missfielen. Das Kind von David und Batseba starb am siebenten Tag. David und Batseba bekamen einen weiteren Sohn, Salomo, den späteren Nachfolger Davids auf dem israelitischen Thron 2 Sam 12,1–24 .

## Rezeption
In Die Bibel – David von 1997 verkörpert der Italiener Marco Leonardi Urija, in König David von 1985 der Brite James Lister. In David und Bathseba (1951) wird Urija von dem Iren Kieron Moore dargestellt.